# 洋厝交流道
洋厝交流道位於臺灣彰化縣鹿港鎮，為臺灣台61線指標174公里處的交流道。交流道型式為分離式簡易鑽石型，2004年1月13日通車（原名鹿港一交流道）、在2013年9月12日立體化（原崙尾交流道改名洋厝交流道）。
由於交流道南方崙尾灣橋位於濱海空曠區，公路總局2017年在橋上特別建置風速監測警告資訊系統，風力達8～9級，自動啟動橋上閃爍警示燈，風力達10級以上時，橋梁前後主線匝道出口及平面匝道入口（洋厝、鹿港）CMS可變資訊將顯示「風力達狂風，請下匝道改行台17平面道路」。
|  | 174 洋厝 | 崙尾 洋厝 |

## 外部連結
- 台61線洋厝交流道、鹿港交流道示意圖 （页面存档备份，存于）（交通部公路總局）